# Chott (Argélia)
Chott é uma vila na comuna de Ain Beida, no distrito de Sidi Khouiled, província de Ouargla, Argélia.
A vila está localizada 2,5 quilômetros (1,6 milhas) ao norte de Ain Beida e 5 quilômetros (3,1 milhas) a leste da capital provincial Ouargla.